# 優乃克
優乃克（日語：ヨネックス；東證1部：7906）是一間總部位於東京都的運動用品製造商，常稱YY。1946年米山稔創辦米山木工所，1958年改組為現在的ヨネックス株式会社，1978年引進台灣成立優乃克貿易公司台灣辦事處，1987年在台上市，設立優乃克股份有限公司。企業總部位於東京都文京區湯島3-23-13。創業地為新潟縣長岡市塚野山（舊越路町）。台灣子公司位於台中市南屯區工業24路15號。
一直到1970年代為止的主力產品都是羽球拍，到了1980年代之後開始生產網球及軟式網球的球拍以及高尔夫球具。
企業識別色為藍色和綠色，標誌為這兩色的帶子及 yy 的Logo的組合。到目前為止曾經被些微的修正過兩次。

## 概要

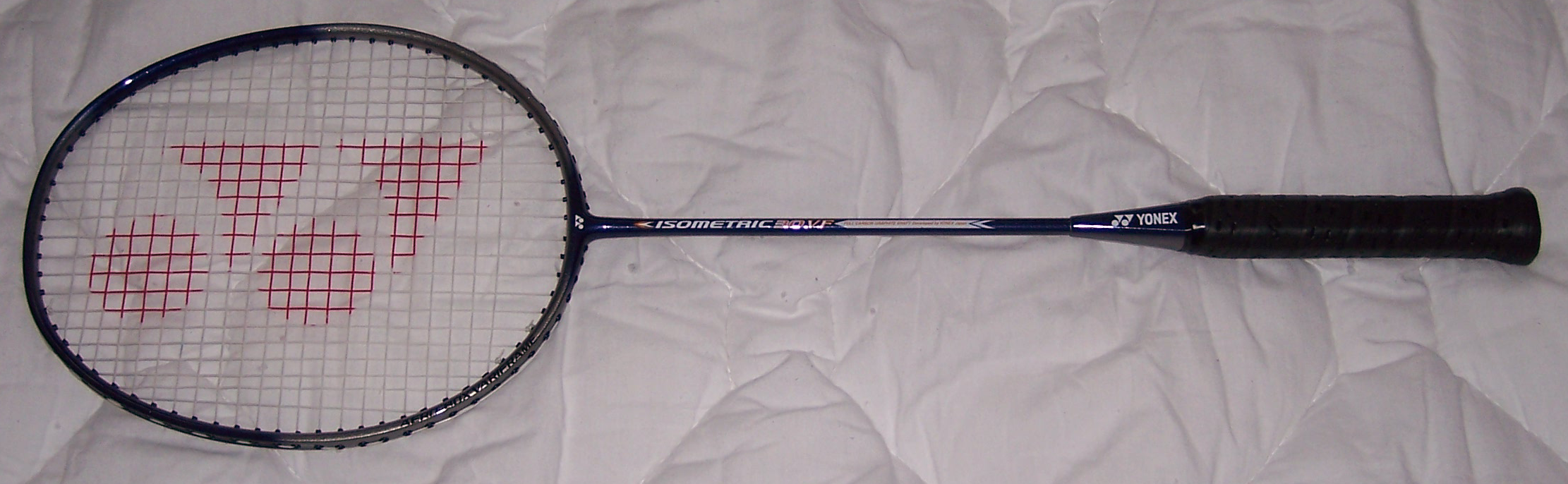
優乃克羽毛球球拍

- 公司名：ヨネックス株式会社（英文社名：YONEX CO., LTD）
- 所在地：東京都文京區湯島3-23-13
- 創業：1946年4月
- 設立：1958年6月
- 董事長：米山勉
- 专務：林田草樹
- 名譽董事長：米山稔
- 資本額：47億660萬日圓
- 事業内容：運動用品的製造及販賣、高爾夫球場的營運
- 營業項目：
  - 羽球球拍、服裝、球鞋
  - 軟式網球球拍、服裝、球鞋
  - 硬式網球球拍、服裝、球鞋
  - 高爾夫球具、高爾夫球用品、服裝、球鞋
  - 滑雪板用品
  - 走路鞋
  - 自行車
  - 其他運動配件

## 主要契約選手

### 網球
| - 斯坦·瓦林卡 - 約阿希姆·約翰松 - 尼克·基爾喬斯 - 丹尼斯·沙波瓦羅夫 - 博爾納·丘里奇 - 里查達斯·貝蘭基斯 - 添田豪 - 皮埃爾-雨果·赫伯特 - 卡斯珀·魯德 - 赫伯特·胡爾卡奇 男子選手（非現役） - 莱顿·休伊特 - 胡安·摩納哥 | - 安娜·伊萬諾維奇 - 萨比娜·利斯基 - 安赫利奎·克柏 - 玛丽亚·基里连科 - 伊達公子 - 玛蒂娜·辛吉斯 - 謝淑薇 - 郑洁 - 森田步美 - 藤原里華 - Renata Voracova - Darija Jurak - 貝琳達·本西奇 - Donna Vekic - 可可·范德維奇 - Julia Glushko - 安海莉娜·卡利尼娜 - 日比万葉 - 王薔 - 安卓莉雅·哈拉瓦科娃 - 達里婭·加夫里洛娃 - 張玲 - 妮科莱·瓦伊迪索娃 - 伊蓮娜·萊巴基娜 |

### 羽毛球
| 男子選手（現役） - 法賈·阿爾弗蘭 - 穆罕默德·里安·阿利安托 - 马库斯·费尔纳尔迪·吉德翁 - 凱文·桑加亞·蘇卡穆約 - 保木卓朗 - 小林優吾 - 维克托·阿萨尔森 - 薩維克賽拉吉·蘭基雷迪 - 奇拉格·謝提 - 湯姆·吉凱爾 - 昆拉武特·威提訕 - 德差蓬·保烏拉努科 - 催率圭 - 徐承宰 - 謝定峰 - 蘇偉譯 - 周天成 - 李洋 - 王齊麟 - 盧敬堯 - 楊博涵 - 李哲輝 - 楊博軒 - 林俊易 - 鄧俊文 男子選手（非現役） - 李宗偉 - 陶菲克 - 彼得·盖德 - 吴俊明 - 陳甲亮 - 白国豪 - 马克·茨维布勒 - 林丹 - 桃田賢斗 | 女子選手（現役） - 塞娜·内维尔 - 卡罗列娜·马琳 - 拉差诺·因达农 - 沙西麗·德拉達那猜 - 張蓓雯 - 勞倫·史密斯 - 山口茜 - 福島由紀 - 廣田彩花 - 松本麻佑 - 永原和可那 - 東野有紗 - 松山奈未 - 志田千陽 - 大堀彩 - 謝影雪 - 申昇瓚 - 安洗瑩 - 蔡侑玎 - 孔熙容 - 金昭映 - 張藝娜 - 金慧麟 - 李文珊 - 胡綾芳 - 李芷蓁 - 宋碩芸 |

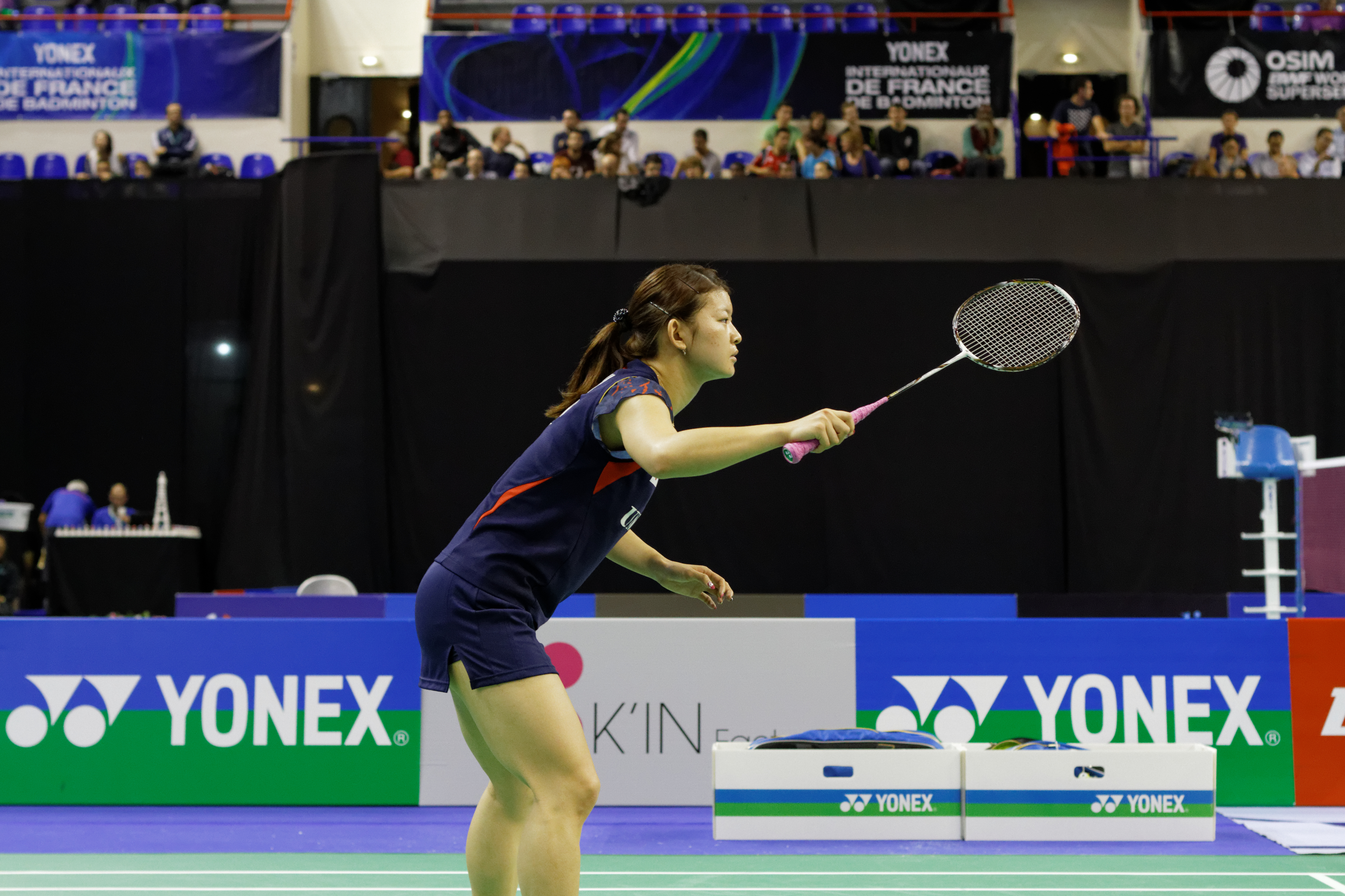
優乃克贊助的法國羽毛球公開賽

### 高爾夫球
| 男子選手（現役） - Mardan Mamat - Pariwat Pinsawat | 女子選手（現役） - 安宣柱 - 金孝周 - Becky Brewerton - Trish Johnson |

### 滑雪板
- 千村格（冬季奧運代表）
- 中島志保（冬季奧運代表）

## 爭議事件

### 戴資穎球鞋爭議事件
2014年，Yonex公司與中華民國羽球協會簽約提供國家隊隊服贊助，選手在代表國家隊出賽時必須要穿著優乃克所提供的賽服、球鞋等，卻往往在開賽前幾天才將贊助衣著配件等送達選手。
2016年5月時Yonex公司針對亞錦賽時有選手未依規定穿著贊助賽服、短褲、鞋子、襪子等發函給羽協，批評選手已經多次違反國家隊服裝規定，並要求羽協在15天內給出合理回覆，並「對於違反合約的選手給予最懲厲的處份」及「對國家隊總教練給予最嚴厲的處份！」否則將提告。
2016年里約奧運時因提供不合適的球鞋給羽球選手戴資穎，使其只能穿著個人贊助商Victor提供但沒有該公司商標的球鞋，但仍被羽協討論懲處而造成爭議及輿論撻伐。
2016年8月18日在官方網站以及臉書表示，關於賽事國家代表隊球鞋，如因個人特殊困素，選手願意提前測試但在使用上仍無法適應，經中華民國羽球協會認可決議，Yonex公司予以尊重。
戴資穎事件爆發後，Yonex即表示曾有5名選手曾受懲戒。仁川亞運男子團體銅牌國手、土銀羽球隊選手廖冠皓，2014年曾經因為使用自己贊助品牌的球拍出戰國際賽，遭羽協重罰30萬，還被處半年禁賽。
2016年8月23日羽球協會臨時理監事會議出席理監事決議對於戴資穎「不懲處」、「不禁賽」，同時獲得贊助商Yonex同意，刪除管理辦法中的要求國手使用Yonex提供的「球拍」與「球鞋」規定。

#### 2017年亞錦賽球衣事件
戴資穎於2017年4月30日替中華台北摘下史上第一面羽毛球亞錦賽金牌，替個人以及台灣體壇寫下新紀錄。在奪冠的第二天一早，戴就在社群網站臉書粉絲團上發文，表示星期天出境至武漢打亞錦賽，協會卻拖到週五才發放參賽服裝，導致衣服尺寸不合時來不及更換，比賽時因為要時常調整衣袖和短褲鬆緊，從而影響比賽情緒。

## 外部連結
- 日本官方網站 （页面存档备份，存于）
- 中国官方网站 （页面存档备份，存于）
- 台灣官方網站 （页面存档备份，存于）